# Dipriocampe bouceki
Dipriocampe bouceki är en stekelart som beskrevs av Alex Gumovsky och Perkovsky 2005. Dipriocampe bouceki ingår i släktet Dipriocampe och familjen raggsteklar.
Artens utbredningsområde är Ukraina. Inga underarter finns listade i Catalogue of Life.